# رقم تعريف أمازون القياسي
رقم تعريف أمازون القياسي (مُختصر: ASIN) هو معرف فريد [الإنجليزية] ألفبارقمي مُكون من 10 أحرُف يتم تعيينهُ بواسطة شركة أمازون والشركات التابعة لتعريف المنتج داخل المؤسسة. نشأ رَسميًا في عام 1996 من قبل ريبيكا ألين، (مهندسة برمجيات في أمازون)، عندما أصبح من الواضح أن أمازون كانت ستبيع منتجات أخرى غير الكتب. اُعْتُمِد تنسيق ASIN المكون من 10 أحرف بحيث لا يتعين تغيير قواعد بيانات وبرامج أمازون، التي صُمِّمَت لتوقع حقل رقم قياسي دولي مكون من 10 أحرف للكتاب (ISBN) لاستيعاب تنسيق التعريف الجديد.

## الاستخدام والتركيب
يُمْنَح كل منتج يُباع على أمازون رقم تعريف أمازون القياسي فريدًا. بالنسبة للكتب التي تحتوي على رقم كتاب معياري دولي مكون من 10 أرقام (مُختصر: ISBN)، وبالتالي فإنَّ رقم تعريف أمازون القياسي ورقم النظام القياسي الدولي لترقيم الكتب هُما نفس الرقم كُليًا. وبالنسبة إصدار Kindle من الكتاب لن يستخدم رقم النظام القياسي الدولي لترقيم الكتب الخاص به باعتباره مصدرًا واحدًا أصليًا من أمازون، (على الرغم من أن النسخة الإلكترونية من الكتاب قد يكون لها رقم ISBN خاص بها). يشكل رقم تعريف أمازون القياسي جُزءًا رسميًا من عنوان URL لصفحة تفاصيل المنتج على موقع أمازون الرسمي.
للعثور على رقم تعريف أمازون القياسي لأي منتج على أمازون، يُبْحَث عن المعرف الأبجدي الرقمي (المكون من عشرة أرقام) في صفحة المنتج. يُمكن التمرير أسفل القائمة للحصول على الوصف والمعلومات المُدرجة.